# Fernando VI của Tây Ban Nha
Fernando VI (tiếng Anh: Ferdinand VI, 23 tháng 9 năm 1713 – ngày 10 tháng 8 năm 1759), có biệt danh là "el Prudente" (người có học) và "el Justo" (người công chính), là vua của Đế quốc Tây Ban Nha từ ngày 9 tháng 7 năm 1746 cho đến khi ông qua đời vào ngày 10 tháng 8 năm 1759. Ông là vị quân chủ thứ 3 của Nhà Bórbon Tây Ban Nha cai trị đất nước, xếp sau cha của mình là Felipe V và người anh trai là Luis I.
Khi mới ra đời, Fernando dường như không thể nào có cơ hội thừa kế ngai vàng Tây Ban Nha, vì ông là con trai út của Felipe V và người vợ đầu Maria Luisa của Savoia, xếp trên ông còn có 2 người anh trai là Thái tử Luis và Vương tử Felipe Pedro Gabriel. Trên ông còn có một người anh trai nữa là Vương tử Felipe, nhưng mất trước khi ông ra đời 4 năm. Sau khi Fernando được sinh ra chưa đầy 1 năm thì anh trai kế của ông qua đời, nên ông được nâng lên xếp thứ 2 trên hàng kế vị chỉ sau người anh Louis. Ngày 15 tháng 1 năm 1724, anh trai cả của ông là Hoàng tử Luis lên ngôi vua Tây Ban Nha với đế hiệu Luis I, nhưng người anh này ở ngôi chưa được 8 tháng thì qua đời, vì thế mà ngai vàng được chuyển giao cho Fernando.

## Thiếu thời

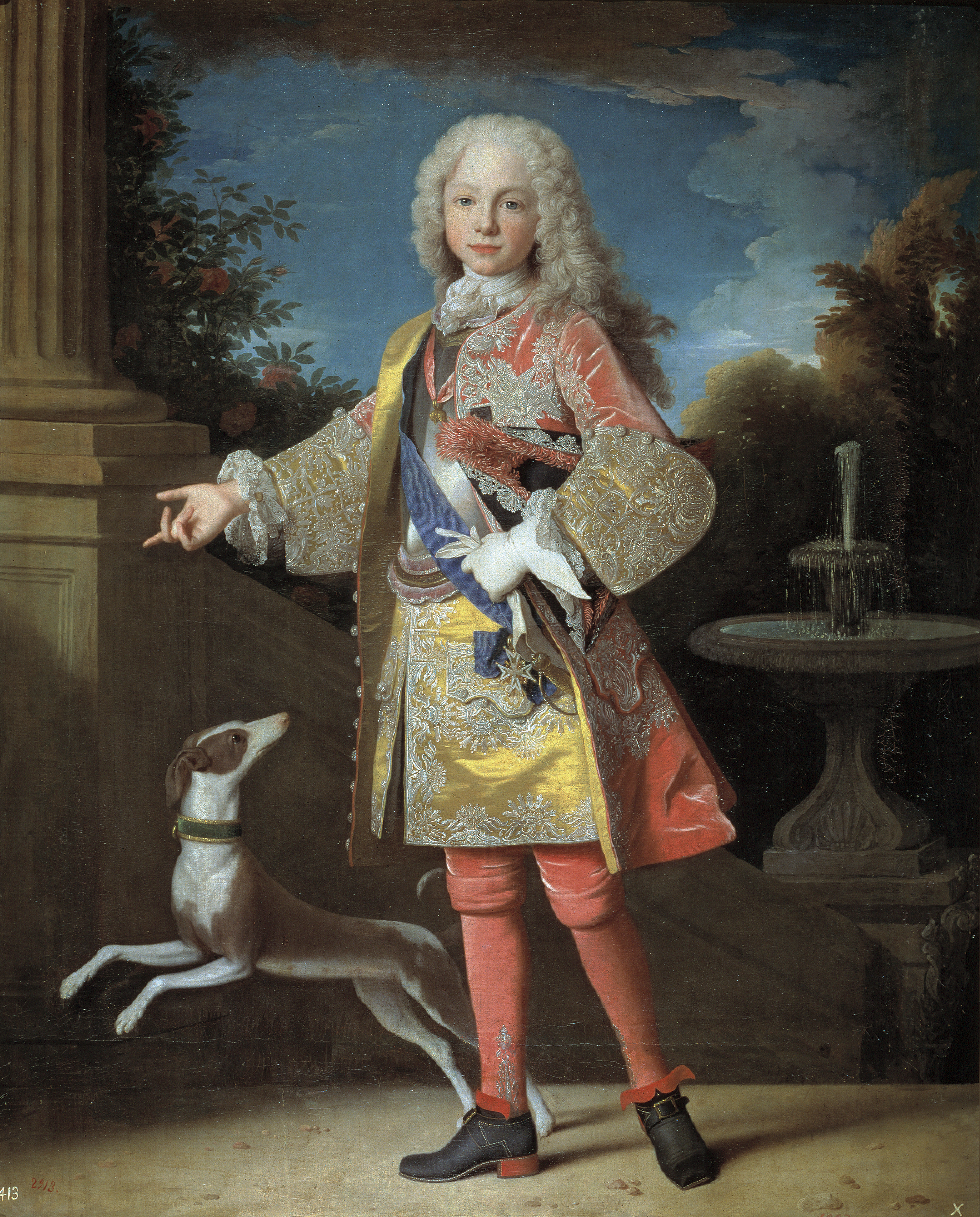
Tranh lúc 10 tuổi, bởi Jean Ranc

Fernando sinh ra tại Lâu đài Hoàng gia Alcázar ở Madrid, là người con thứ tư của Felipe V của Tây Ban Nha và mẹ là Maria Luisa Gabriella của Savoia, vì mẹ mất sớm nên ông phải chịu đựng một tuổi thơ cô đơn. Người mẹ kế là Elisabetta Farnese rất độc đoán, chỉ dành tình cảm cho những đứa con ruột của mình, và xem Fernando là một vật cản cho con đường tiến thân của những đứa con của bà. Chính hội chứng lo âu hypochondria của Felipe V đã khiến người mẹ kế Elisabetta độc đoán và lọng quyền hơn.
Fernando có tính cách hay phiền muộn và u sầu, nhút nhát và thường không tin tưởng vào khả năng của chính bản thân mình. Bắn súng và âm nhạc là những thú vui duy nhất của ông, vì thế ông rất hào phóng trong việc bảo trợ cho ca sĩ Farinelli, người sở hữu giọng hát có thể xoa dịu nỗi sầu muộn của ông.

### Hôn nhân
Fernando chính thức kết hôn vào năm 1729 với Infanta Barbara của Bồ Đào Nha, con gái của João V của Bồ Đào Nha và Maria Anna của Áo.

## Cai trị Tây Ban Nha
Khi ông lên ngôi vua, Tây Ban Nha đã tham gia vào Chiến tranh Kế vị Áo, cuộc chiến kết thúc nhưng không mang về nhiều lợi ít cho Tây Ban Nha. Việc đầu tiên Fernando VI làm khi lên ngôi chính là loại bỏ ảnh hưởng của người mẹ kế và nhóm cận thần người Ý của bà. Với tư cách là vua, ông đã tuân theo một chính sách trung lập ổn định trong suốt cuộc xung đột giữa Vương quốc Pháp và Vương quốc Anh và luôn khôn khéo từ chối những lợi ích mà các bên đưa ra nhầm lôi kéo Đế chế của ông tham chiến theo phe của họ.
Những nhân vật nổi bật trong thời trị vì của ông gồm có Hầu tước Ensenada, một người ủng hộ Vương quốc Pháp; và José de Carvajal y Lancáster, một người ủng hộ liên minh với Vương quốc Anh. Hai nhân vật này liên tục công kích nhau giữa triều đình của Fernando VI, và cuộc chiến của họ kết thúc vào năm 1754, với cái chết của Carvajal và sự sụp đổ của Ensenada, sau đó Ricardo Wall trở thành cố vấn đắc lực nhất của quốc vương.

## Các đề án của Ensenada

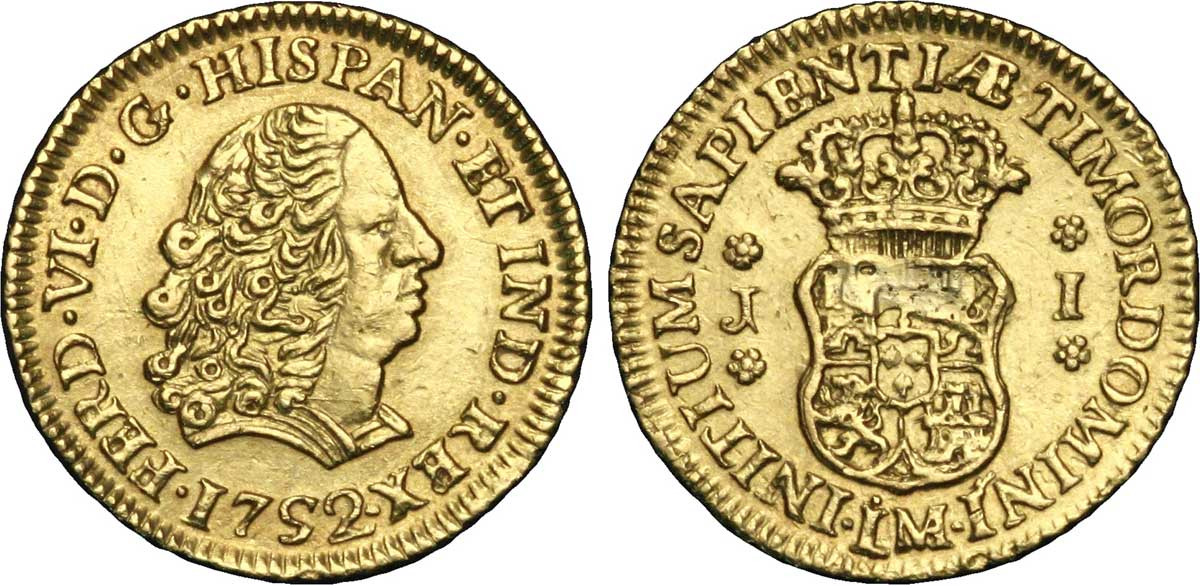
Chân dung vua Fernando VI trên xu vàng 1 escudo

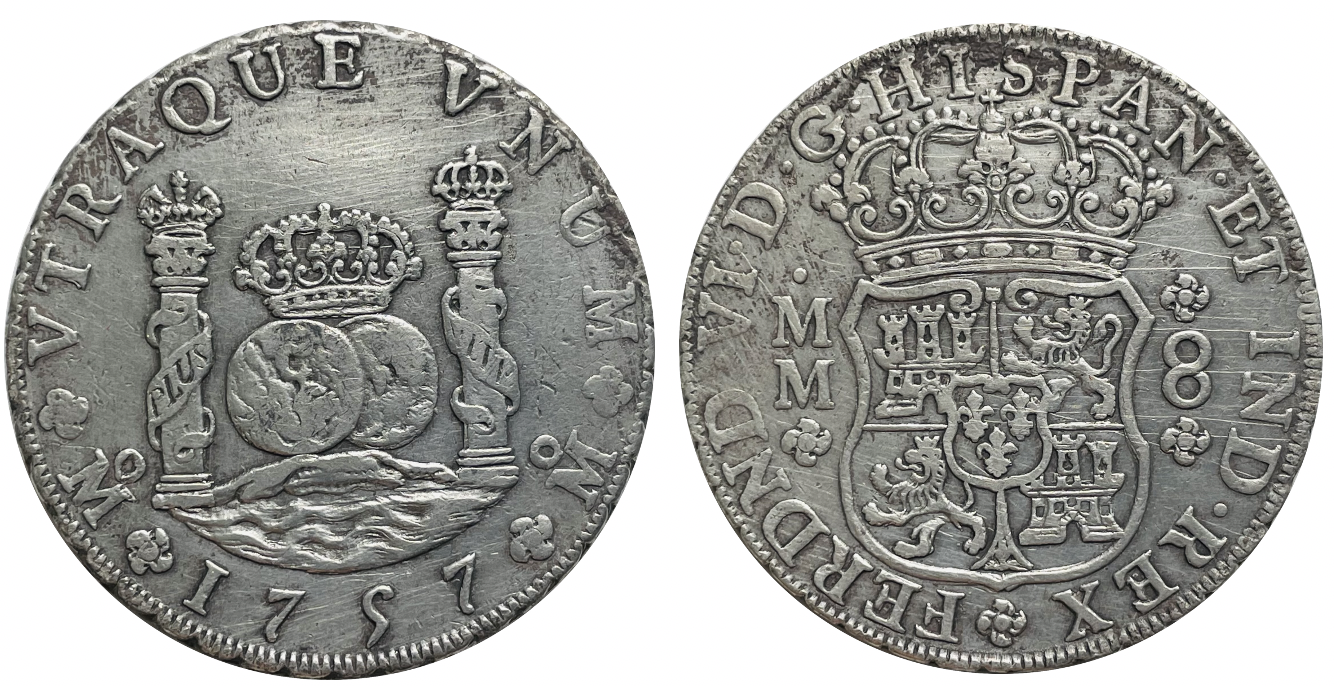
Xu bạc: 8 real của Tân Tây Ban Nha, được đúc dưới thời trị vì của Fernando VI

Các cải cách và chính sách quan trọng nhất dưới thời trị vì của Fernando VI được đề xuất và thực hiện bởi Hầu tước Ensenada, Bộ trưởng Ngân khố, Hải quân và Indies. Ông cố vấn cho nhà vua hiện đại hoá đất nước, vì điều này giúp duy trì một vị thế chiến lược cho Đế chế Tây Ban Nha trước Pháp và Anh, và không cho rằng Tây Ban Nha từ bỏ yêu sách đối với Gibraltar mà Vương quốc Anh đang chiếm đóng.

### Cải cách
Một mô hình Kho bạc mới được Hầu tước Ensenada đề xuất vào năm 1749. Ông đề nghị thay thế các loại thuế truyền thống bằng một loại thuế đặc biệt, địa chính, cân nhắc khả năng kinh tế của mỗi người đóng góp dựa trên tài sản của họ. Ông cũng đề xuất cắt giảm trợ cấp của nhà nước đối với Cortes và quân đội. Sự phản đối của giới quý tộc đã khiến cho cải cách này thất bại.
Ngân hàng Giro Real được thành lập vào năm 1752. Với chính sách ủng hộ việc chuyển các quỹ công và tư bên ngoài Tây Ban Nha, chuyển tất cả các ngoại hối vào Kho bạc Hoàng gia, làm giàu cho Nhà nước. Nó được coi là tiền thân của Ngân hàng San Carlos, được giới thiệu dưới thời trị vì của Carlos III của Tây Ban Nha. Thương mại được kích thích ở châu Mỹ, trong nỗ lực chấm dứt tình trạng độc quyền ở Tây Ấn và xóa bỏ những bất công về thương mại ở các thuộc địa. Những cải cách này làm tăng doanh thu và giảm gian lận. Mặc dù vậy, hệ thống này đã gây ra nhiều cuộc phản đối giữa các thương gia trong khu vực tư nhân.
Ensenada luôn mong muốn Tây Ban Nha sở hữu một lực lượng hải quân hùng mạnh và hiện diện thường xuyên trên các vùng biển, vì điều này sẽ khiến cho Vương quốc Pháp và Vương quốc Anh phải tôn trọng và kiên dè đế chế của mình. Ông tăng ngân sách hải quân và mở rộng công suất của các nhà máy đóng tàu Cádiz, Ferrol, Cartagena và Havana, đánh dấu cam kết mở rộng các chính sách hải quân đã được thực hiện dưới triều đại của người tiền nhiệm.
Quan hệ ngoại giao giữa đế chế và Lãnh địa Giáo hoàng, cũng như giữa hoàng gia với Giáo hội Công giáo đã thực sự trở nên căng thẳng từ đầu triều đại của Felipe V, nó đến từ việc Giáo hoàng đã công nhận Hoàng đế Karl của Nhà Habsburg là vua của Tây Ban Nha. Nhưng từ sau năm 1753, quyền bảo trợ giáo hội đã được nhận từ Giáo hoàng Biển Đức XIV, mang lại lợi ích kinh tế quan trọng cho vương quyền và quyền kiểm soát lớn hơn đối với hàng giáp phẩm.
Fernando đã giúp thành lập Học viện Mỹ thuật Hoàng gia San Fernando vào năm 1752. Nhà soạn nhạc nổi tiếng Domenico Scarlatti, giáo viên dạy nhạc cho Hoàng hậu Barbara, đã viết nhiều bản sonata cho đàn harpsichord tại triều đình của Fernando.

## Chính sách đối ngoại
Trong Chiến tranh Kế vị Áo và Chiến tranh Bảy năm, Tây Ban Nha đã củng cố sức mạnh quân sự của mình.
Xung đột chính trong thời gian trị vì của vua Fernando VI là cuộc đối đầu với Bồ Đào Nha về thuộc địa Sacramento, từ đó hàng lậu của Anh được chuyển xuống Río de la Plata. Năm 1750, José de Carvajal đã giúp Tây Ban Nha và Bồ Đào Nha đạt được một thỏa thuận. Bồ Đào Nha đồng ý từ bỏ thuộc địa và tuyên bố tự do hàng hải xuống Río de la Plata. Đổi lại, Tây Ban Nha nhượng cho Bồ Đào Nha hai khu vực ở biên giới Brazil, một ở Amazon và một ở phía Nam, trong đó có 7 trong số 30 thị trấn Guaraní của Dòng Tên. Người Tây Ban Nha phải trục xuất các nhà truyền giáo, làm nảy sinh xung đột với người Guaraní kéo dài 11 năm.
Xung đột ở các thị trấn của người Guaraní đã gây ra một cuộc khủng hoảng trong chính phủ Tây Ban Nha. Ensenada đã tạo thuận lợi cho các tu sĩ Dòng Tên, và Cha Rávago, cha giải tội của Nhà vua và các thành viên của Hội Chúa Giêsu, đã bị sa thải, bị buộc tội cản trở các thỏa thuận với Bồ Đào Nha.

## Qua đời
Trong năm trị vì cuối cùng của mình, Fernando VI nhanh chóng mất trí lực, u uất và ông phải sống tách biệt trong lâu đài Villaviciosa de Odón cho đến khi qua đời vào ngày 10 tháng 8 năm 1759. Khoảng thời gian từ tháng 8 năm 1758 đến tháng 8 năm 1759 được sử sách Tây Ban Nha biết đến là năm không có vua, do không có nhân vật hoàng gia nào cai trị với tư cách là quân chủ. Nguyên nhân bệnh của nhà vua vẫn còn bị tranh cải. Một số tác giả cho rằng nhà vua đã trải qua một giai đoạn trầm cảm. Cái chết của người vợ Barbara, người hết lòng vì ông, và người cẩn thận tránh xa những âm mưu chính trị, đã khiến trái tim của nhà vua tan nát. Sau một năm vợ mất, ông rơi vào trạng thái u uất, trong đó ông thậm chí không mặc quần áo mà đi lang thang và không cạo râu. Ý kiến khác cho rằng Fernando VI bị một hội chứng lâm sàng tiến triển nhanh chóng, trong đó hành vi mất tổ chức với sự thờ ơ và bốc đồng, mất khả năng phán đoán và co giật động kinh. Vì hai vợ chồng không có con, Fernando VI được người em cùng cha khác mẹ là Carlos III, lúc này là vua của Vương quốc Napoli và Vương quốc Sicilia lên kế vị.

## Trong văn hoá đại chúng
Một phiên bản hư cấu về Fernando VI xuất hiện trong bộ phim phiêu lưu năm 2011 Cướp biển vùng Ca-ri-bê: Tập 4 - Suối Nguồn tươi trẻ. Trong phim, sau khi biết về việc phát hiện ra Suối nguồn tuổi trẻ, Fernando (do Sebastian Armesto thủ vai) đã cử đặc vụ thân tín nhất của mình, chỉ được biết đến với cái tên "The Spaniard", đi tìm và phá hủy "suối nguồn", vì anh ta xem nó như một sự ghê tởm trong mắt của Chúa. Ngoài ra, nơi ở của nhà vua trong phim nằm ở Cádiz, không phải ở Madrid, thủ đô của Tây Ban Nha.

## Huy hiệu

Huy hiệu của Fernando VI
Huy hiệu của Infante của Tây Ban Nha[3]
Huy hiệu của Thân vương xứ Asturias[4]
Đế huy của Tây Ban Nha[5]

## Gia phả
| \| \| \| \| \| \| \| \| \| \| \| \| \| \| \| \| \| \| \| \| 16. Louis XIII của Pháp \| \| \| \| \| \| \| \| \| \| \| \| \| \| \| \| \| \| \| \| \| \| \| \| \| \| \| \| \| \| \| \| \| \| \| \| \| \| \| \| \| \| \| \| \| \| \| \| \| \| \| \| \| \| 8. Louis XIV của Pháp \| \| \| \| \| \| \| \| \| \| \| \| \| \| \| \| \| \| \| \| \| \| \| \| \| \| \| \| \| \| \| \| \| \| \| \| \| \| \| \| \| \| \| \| \| \| \| \| \| \| \| \| \| \| 17. Ana của Tây Ban Nha \| \| \| \| \| \| \| \| \| \| \| \| \| \| \| \| \| \| \| \| \| \| \| \| \| \| \| \| \| \| \| \| \| \| \| \| \| \| \| \| \| \| \| \| \| \| \| \| \| \| \| \| \| \| 4. Louis của Pháp \| \| \| \| \| \| \| \| \| \| \| \| \| \| \| \| \| \| \| \| \| \| \| \| \| \| \| \| \| \| \| \| \| \| \| \| \| \| \| \| \| \| \| \| \| \| \| \| \| \| \| \| \| \| 18. Felipe IV của Tây Ban Nha \| \| \| \| \| \| \| \| \| \| \| \| \| \| \| \| \| \| \| \| \| \| \| \| \| \| \| \| \| \| \| \| \| \| \| \| \| \| \| \| \| \| \| \| \| \| \| \| \| \| \| \| \| \| 9. María Teresa của Tây Ban Nha \| \| \| \| \| \| \| \| \| \| \| \| \| \| \| \| \| \| \| \| \| \| \| \| \| \| \| \| \| \| \| \| \| \| \| \| \| \| \| \| \| \| \| \| \| \| \| \| \| \| \| \| \| \| 19. Élisabeth của Pháp \| \| \| \| \| \| \| \| \| \| \| \| \| \| \| \| \| \| \| \| \| \| \| \| \| \| \| \| \| \| \| \| \| \| \| \| \| \| \| \| \| \| \| \| \| \| \| \| \| \| \| \| \| \| 2. Felipe V của Tây Ban Nha \| \| \| \| \| \| \| \| \| \| \| \| \| \| \| \| \| \| \| \| \| \| \| \| \| \| \| \| \| \| \| \| \| \| \| \| \| \| \| \| \| \| \| \| \| \| \| \| \| \| \| \| \| \| 20. Maximilian I xứ Bayern \| \| \| \| \| \| \| \| \| \| \| \| \| \| \| \| \| \| \| \| \| \| \| \| \| \| \| \| \| \| \| \| \| \| \| \| \| \| \| \| \| \| \| \| \| \| \| \| \| \| \| \| \| \| 10. Ferdinand Maria I xứ Bayern \| \| \| \| \| \| \| \| \| \| \| \| \| \| \| \| \| \| \| \| \| \| \| \| \| \| \| \| \| \| \| \| \| \| \| \| \| \| \| \| \| \| \| \| \| \| \| \| \| \| \| \| \| \| 21. Maria Anna của Áo \| \| \| \| \| \| \| \| \| \| \| \| \| \| \| \| \| \| \| \| \| \| \| \| \| \| \| \| \| \| \| \| \| \| \| \| \| \| \| \| \| \| \| \| \| \| \| \| \| \| \| \| \| \| 5. Maria Anna Victoria xứ Bayern \| \| \| \| \| \| \| \| \| \| \| \| \| \| \| \| \| \| \| \| \| \| \| \| \| \| \| \| \| \| \| \| \| \| \| \| \| \| \| \| \| \| \| \| \| \| \| \| \| \| \| \| \| \| 22. Vittorio Amedeo I của Savoia \| \| \| \| \| \| \| \| \| \| \| \| \| \| \| \| \| \| \| \| \| \| \| \| \| \| \| \| \| \| \| \| \| \| \| \| \| \| \| \| \| \| \| \| \| \| \| \| \| \| \| \| \| \| 11. Enrichetta Adelaide của Savoia \| \| \| \| \| \| \| \| \| \| \| \| \| \| \| \| \| \| \| \| \| \| \| \| \| \| \| \| \| \| \| \| \| \| \| \| \| \| \| \| \| \| \| \| \| \| \| \| \| \| \| \| \| \| 23. Christine Marie của Pháp \| \| \| \| \| \| \| \| \| \| \| \| \| \| \| \| \| \| \| \| \| \| \| \| \| \| \| \| \| \| \| \| \| \| \| \| \| \| \| \| \| \| \| \| \| \| \| \| \| \| \| \| \| \| 1. Fernando VI của Tây Ban Nha \| \| \| \| \| \| \| \| \| \| \| \| \| \| \| \| \| \| \| \| \| \| \| \| \| \| \| \| \| \| \| \| \| \| \| \| \| \| \| \| \| \| \| \| \| \| \| \| \| \| \| \| \| \| 24. Vittorio Amadeo I của Savoia \| \| \| \| \| \| \| \| \| \| \| \| \| \| \| \| \| \| \| \| \| \| \| \| \| \| \| \| \| \| \| \| \| \| \| \| \| \| \| \| \| \| \| \| \| \| \| \| \| \| \| \| \| \| 12. Carlo Emmanuele II của Savoia \| \| \| \| \| \| \| \| \| \| \| \| \| \| \| \| \| \| \| \| \| \| \| \| \| \| \| \| \| \| \| \| \| \| \| \| \| \| \| \| \| \| \| \| \| \| \| \| \| \| \| \| \| \| 25. Christine Marie của Pháp \| \| \| \| \| \| \| \| \| \| \| \| \| \| \| \| \| \| \| \| \| \| \| \| \| \| \| \| \| \| \| \| \| \| \| \| \| \| \| \| \| \| \| \| \| \| \| \| \| \| \| \| \| \| 6. Vittorio Amadeo II của Sardegna \| \| \| \| \| \| \| \| \| \| \| \| \| \| \| \| \| \| \| \| \| \| \| \| \| \| \| \| \| \| \| \| \| \| \| \| \| \| \| \| \| \| \| \| \| \| \| \| \| \| \| \| \| \| 26. Charles Amédée xứ Savoie-Nemours \| \| \| \| \| \| \| \| \| \| \| \| \| \| \| \| \| \| \| \| \| \| \| \| \| \| \| \| \| \| \| \| \| \| \| \| \| \| \| \| \| \| \| \| \| \| \| \| \| \| \| \| \| \| 13. Marie Jeanne Baptiste xứ Savoie-Nemours \| \| \| \| \| \| \| \| \| \| \| \| \| \| \| \| \| \| \| \| \| \| \| \| \| \| \| \| \| \| \| \| \| \| \| \| \| \| \| \| \| \| \| \| \| \| \| \| \| \| \| \| \| \| 27. Élisabeth xứ Bourbon \| \| \| \| \| \| \| \| \| \| \| \| \| \| \| \| \| \| \| \| \| \| \| \| \| \| \| \| \| \| \| \| \| \| \| \| \| \| \| \| \| \| \| \| \| \| \| \| \| \| \| \| \| \| 3. Maria Luisa Gabriella của Savoia \| \| \| \| \| \| \| \| \| \| \| \| \| \| \| \| \| \| \| \| \| \| \| \| \| \| \| \| \| \| \| \| \| \| \| \| \| \| \| \| \| \| \| \| \| \| \| \| \| \| \| \| \| \| 28. Louis XIII của Pháp \| \| \| \| \| \| \| \| \| \| \| \| \| \| \| \| \| \| \| \| \| \| \| \| \| \| \| \| \| \| \| \| \| \| \| \| \| \| \| \| \| \| \| \| \| \| \| \| \| \| \| \| \| \| 14. Philippe I xứ Orléans \| \| \| \| \| \| \| \| \| \| \| \| \| \| \| \| \| \| \| \| \| \| \| \| \| \| \| \| \| \| \| \| \| \| \| \| \| \| \| \| \| \| \| \| \| \| \| \| \| \| \| \| \| \| 29. Ana của Tây Ban Nha \| \| \| \| \| \| \| \| \| \| \| \| \| \| \| \| \| \| \| \| \| \| \| \| \| \| \| \| \| \| \| \| \| \| \| \| \| \| \| \| \| \| \| \| \| \| \| \| \| \| \| \| \| \| 7. Anne Marie của Orléans \| \| \| \| \| \| \| \| \| \| \| \| \| \| \| \| \| \| \| \| \| \| \| \| \| \| \| \| \| \| \| \| \| \| \| \| \| \| \| \| \| \| \| \| \| \| \| \| \| \| \| \| \| \| 30. Charles I của Anh \| \| \| \| \| \| \| \| \| \| \| \| \| \| \| \| \| \| \| \| \| \| \| \| \| \| \| \| \| \| \| \| \| \| \| \| \| \| \| \| \| \| \| \| \| \| \| \| \| \| \| \| \| \| 15. Henrietta của Anh \| \| \| \| \| \| \| \| \| \| \| \| \| \| \| \| \| \| \| \| \| \| \| \| \| \| \| \| \| \| \| \| \| \| \| \| \| \| \| \| \| \| \| \| \| \| \| \| \| \| \| \| \| \| 31. Henriette Marie của Pháp \| \| \| \| \| \| \| \| \| \| \| \| \| \| \| \| \| \| \| \| \| \| \| \| \| \| \| \| \| \| \| \| \| \| \| \| \| \| \| \| \| \| \| \| \| \| \| \| \| \| \| \| |                                             |  |  |  |  |  |  |  |  |  |  |  |  |  |  |  |
| |                                             |  |  |  |  |  |  |  |  |  |  |  |  |  |  |  |
| | 16. Louis XIII của Pháp                     |  |  |  |  |  |  |  |  |  |  |  |  |  |  |  |
| |                                             |  |  |  |  |  |  |  |  |  |  |  |  |  |  |  |
| |                                             |  |  |  |  |  |  |  |  |  |  |  |  |  |  |  |
| | 8. Louis XIV của Pháp                       |  |  |  |  |  |  |  |  |  |  |  |  |  |  |  |
| |                                             |  |  |  |  |  |  |  |  |  |  |  |  |  |  |  |
| |                                             |  |  |  |  |  |  |  |  |  |  |  |  |  |  |  |
| | 17. Ana của Tây Ban Nha                     |  |  |  |  |  |  |  |  |  |  |  |  |  |  |  |
| |                                             |  |  |  |  |  |  |  |  |  |  |  |  |  |  |  |
| |                                             |  |  |  |  |  |  |  |  |  |  |  |  |  |  |  |
| | 4. Louis của Pháp                           |  |  |  |  |  |  |  |  |  |  |  |  |  |  |  |
| |                                             |  |  |  |  |  |  |  |  |  |  |  |  |  |  |  |
| |                                             |  |  |  |  |  |  |  |  |  |  |  |  |  |  |  |
| | 18. Felipe IV của Tây Ban Nha               |  |  |  |  |  |  |  |  |  |  |  |  |  |  |  |
| |                                             |  |  |  |  |  |  |  |  |  |  |  |  |  |  |  |
| |                                             |  |  |  |  |  |  |  |  |  |  |  |  |  |  |  |
| | 9. María Teresa của Tây Ban Nha             |  |  |  |  |  |  |  |  |  |  |  |  |  |  |  |
| |                                             |  |  |  |  |  |  |  |  |  |  |  |  |  |  |  |
| |                                             |  |  |  |  |  |  |  |  |  |  |  |  |  |  |  |
| | 19. Élisabeth của Pháp                      |  |  |  |  |  |  |  |  |  |  |  |  |  |  |  |
| |                                             |  |  |  |  |  |  |  |  |  |  |  |  |  |  |  |
| |                                             |  |  |  |  |  |  |  |  |  |  |  |  |  |  |  |
| | 2. Felipe V của Tây Ban Nha                 |  |  |  |  |  |  |  |  |  |  |  |  |  |  |  |
| |                                             |  |  |  |  |  |  |  |  |  |  |  |  |  |  |  |
| |                                             |  |  |  |  |  |  |  |  |  |  |  |  |  |  |  |
| | 20. Maximilian I xứ Bayern                  |  |  |  |  |  |  |  |  |  |  |  |  |  |  |  |
| |                                             |  |  |  |  |  |  |  |  |  |  |  |  |  |  |  |
| |                                             |  |  |  |  |  |  |  |  |  |  |  |  |  |  |  |
| | 10. Ferdinand Maria I xứ Bayern             |  |  |  |  |  |  |  |  |  |  |  |  |  |  |  |
| |                                             |  |  |  |  |  |  |  |  |  |  |  |  |  |  |  |
| |                                             |  |  |  |  |  |  |  |  |  |  |  |  |  |  |  |
| | 21. Maria Anna của Áo                       |  |  |  |  |  |  |  |  |  |  |  |  |  |  |  |
| |                                             |  |  |  |  |  |  |  |  |  |  |  |  |  |  |  |
| |                                             |  |  |  |  |  |  |  |  |  |  |  |  |  |  |  |
| | 5. Maria Anna Victoria xứ Bayern            |  |  |  |  |  |  |  |  |  |  |  |  |  |  |  |
| |                                             |  |  |  |  |  |  |  |  |  |  |  |  |  |  |  |
| |                                             |  |  |  |  |  |  |  |  |  |  |  |  |  |  |  |
| | 22. Vittorio Amedeo I của Savoia            |  |  |  |  |  |  |  |  |  |  |  |  |  |  |  |
| |                                             |  |  |  |  |  |  |  |  |  |  |  |  |  |  |  |
| |                                             |  |  |  |  |  |  |  |  |  |  |  |  |  |  |  |
| | 11. Enrichetta Adelaide của Savoia          |  |  |  |  |  |  |  |  |  |  |  |  |  |  |  |
| |                                             |  |  |  |  |  |  |  |  |  |  |  |  |  |  |  |
| |                                             |  |  |  |  |  |  |  |  |  |  |  |  |  |  |  |
| | 23. Christine Marie của Pháp                |  |  |  |  |  |  |  |  |  |  |  |  |  |  |  |
| |                                             |  |  |  |  |  |  |  |  |  |  |  |  |  |  |  |
| |                                             |  |  |  |  |  |  |  |  |  |  |  |  |  |  |  |
| | 1. Fernando VI của Tây Ban Nha              |  |  |  |  |  |  |  |  |  |  |  |  |  |  |  |
| |                                             |  |  |  |  |  |  |  |  |  |  |  |  |  |  |  |
| |                                             |  |  |  |  |  |  |  |  |  |  |  |  |  |  |  |
| | 24. Vittorio Amadeo I của Savoia            |  |  |  |  |  |  |  |  |  |  |  |  |  |  |  |
| |                                             |  |  |  |  |  |  |  |  |  |  |  |  |  |  |  |
| |                                             |  |  |  |  |  |  |  |  |  |  |  |  |  |  |  |
| | 12. Carlo Emmanuele II của Savoia           |  |  |  |  |  |  |  |  |  |  |  |  |  |  |  |
| |                                             |  |  |  |  |  |  |  |  |  |  |  |  |  |  |  |
| |                                             |  |  |  |  |  |  |  |  |  |  |  |  |  |  |  |
| | 25. Christine Marie của Pháp                |  |  |  |  |  |  |  |  |  |  |  |  |  |  |  |
| |                                             |  |  |  |  |  |  |  |  |  |  |  |  |  |  |  |
| |                                             |  |  |  |  |  |  |  |  |  |  |  |  |  |  |  |
| | 6. Vittorio Amadeo II của Sardegna          |  |  |  |  |  |  |  |  |  |  |  |  |  |  |  |
| |                                             |  |  |  |  |  |  |  |  |  |  |  |  |  |  |  |
| |                                             |  |  |  |  |  |  |  |  |  |  |  |  |  |  |  |
| | 26. Charles Amédée xứ Savoie-Nemours        |  |  |  |  |  |  |  |  |  |  |  |  |  |  |  |
| |                                             |  |  |  |  |  |  |  |  |  |  |  |  |  |  |  |
| |                                             |  |  |  |  |  |  |  |  |  |  |  |  |  |  |  |
| | 13. Marie Jeanne Baptiste xứ Savoie-Nemours |  |  |  |  |  |  |  |  |  |  |  |  |  |  |  |
| |                                             |  |  |  |  |  |  |  |  |  |  |  |  |  |  |  |
| |                                             |  |  |  |  |  |  |  |  |  |  |  |  |  |  |  |
| | 27. Élisabeth xứ Bourbon                    |  |  |  |  |  |  |  |  |  |  |  |  |  |  |  |
| |                                             |  |  |  |  |  |  |  |  |  |  |  |  |  |  |  |
| |                                             |  |  |  |  |  |  |  |  |  |  |  |  |  |  |  |
| | 3. Maria Luisa Gabriella của Savoia         |  |  |  |  |  |  |  |  |  |  |  |  |  |  |  |
| |                                             |  |  |  |  |  |  |  |  |  |  |  |  |  |  |  |
| |                                             |  |  |  |  |  |  |  |  |  |  |  |  |  |  |  |
| | 28. Louis XIII của Pháp                     |  |  |  |  |  |  |  |  |  |  |  |  |  |  |  |
| |                                             |  |  |  |  |  |  |  |  |  |  |  |  |  |  |  |
| |                                             |  |  |  |  |  |  |  |  |  |  |  |  |  |  |  |
| | 14. Philippe I xứ Orléans                   |  |  |  |  |  |  |  |  |  |  |  |  |  |  |  |
| |                                             |  |  |  |  |  |  |  |  |  |  |  |  |  |  |  |
| |                                             |  |  |  |  |  |  |  |  |  |  |  |  |  |  |  |
| | 29. Ana của Tây Ban Nha                     |  |  |  |  |  |  |  |  |  |  |  |  |  |  |  |
| |                                             |  |  |  |  |  |  |  |  |  |  |  |  |  |  |  |
| |                                             |  |  |  |  |  |  |  |  |  |  |  |  |  |  |  |
| | 7. Anne Marie của Orléans                   |  |  |  |  |  |  |  |  |  |  |  |  |  |  |  |
| |                                             |  |  |  |  |  |  |  |  |  |  |  |  |  |  |  |
| |                                             |  |  |  |  |  |  |  |  |  |  |  |  |  |  |  |
| | 30. Charles I của Anh                       |  |  |  |  |  |  |  |  |  |  |  |  |  |  |  |
| |                                             |  |  |  |  |  |  |  |  |  |  |  |  |  |  |  |
| |                                             |  |  |  |  |  |  |  |  |  |  |  |  |  |  |  |
| | 15. Henrietta của Anh                       |  |  |  |  |  |  |  |  |  |  |  |  |  |  |  |
| |                                             |  |  |  |  |  |  |  |  |  |  |  |  |  |  |  |
| |                                             |  |  |  |  |  |  |  |  |  |  |  |  |  |  |  |
| | 31. Henriette Marie của Pháp                |  |  |  |  |  |  |  |  |  |  |  |  |  |  |  |
| |                                             |  |  |  |  |  |  |  |  |  |  |  |  |  |  |  |
| |                                             |  |  |  |  |  |  |  |  |  |  |  |  |  |  |  |